# Успенський Герасим Олександрович
Герасим Олександрович Успе́нський (нар. 27 грудня 1905, Юр'євське — пом. 1994) — молдавський радянський зоолог-мисливствознавець і письменник. Доктор біологічних наук з 1967 року, професор з 1971 року. Заслужений діяч науки Молдавської РСР з 1981 року. Член Спілки письменників Молдавської РСР.

## Біографія
Народився 27 грудня 1905 року в селі Юр'євському (нині Старицький район Тверської області, Росія). Закінчив Московський пушно-хутряний інститут. З 1931 року працював у низці науково-дослідних закладів зоологічного профілю, зокрема у Баргузинському та Кавказькому заповідниках. Брав участь у німецько-радянській війні. Нагороджений орденом Вітчизняної війни II ступеня (6 квітня 1985), медаллю «За відвагу» (24 вересня 1966).
З 1945 року — директор зоопарку у заповіднику «Асканія-Нова», член КПРС з 1954 року; протягом 1956—1961 років — старший науковий співробітник Молдавської філії Академії наук СРСР; у 1961—1976 роках — завідувач лабораторії теріології Інституту зоології і фізіології Академії наук Молдавської РСР; з 1976 року — науковий консультант цього ж інституту. Помер у 1994 році.

## Наукова діяльність
Працював у галузі екології і акліматизації ссавців і птахів. Автор понад 80 наукових праць, зокрема:
- Птицы Молдавии. Кишинів, 1971. Том 2 (у співавторстві);
- Охотьничья фауна Молдавии и пути ее обогащения. Кишинів, 1966 (у співавторстві з Міною Лозаном);
- Млекопитающие. Кишинів, 1979 (серія «Животный мир Молдавии», у співавторстві).

## Творчість
Провідна темва художніх творів — взаємини людини і природи, де він виступає дбайливим господарем природних багатств. Автор низки дитях книг, зокрема:
- «По заповедным дебрям», 1952;
- «Васька-путешественник», 1955;
- «Дикое поле, 1962;
- «Смеющийся остров», 1963;
- «Оборотень», 1973;
- «Следы Домбая», 1978.

Його твори перекладені на молдовську, естонську та інші мови народів СРСР та зарубіжних країн.